# Bajram Selani
Bajram Selani was een Joegoslavisch politicus van de partij Liga van Communisten van Kosovo (Savez Komunista Kosovo (i Metohija) (SKK)), de toen enige politieke partij van Kosovo.
Van mei 1986 tot mei 1988 was hij president van het presidentschap in de Socialistische Autonome Provincie Kosovo, de naam van Kosovo tussen 1974 tot 1990 als onderdeel van de republiek Servië in de federatie Joegoslavië.
Zijn voorganger was Branislav Skembarević en zijn opvolger Remzi Kolgeci.